# Oda do Norei
Oda do Norei – gnostycki utwór z Nag Hammadi (NHC IX,2) zaliczany do kierunku setiańskiego. Córka Ewy Norea przynosi objawienie otrzymane od Mądrości (Sophia).